# Rhodinia pallida
Rhodinia pallida är en fjärilsart som beskrevs av Le Moult 1933. Rhodinia pallida ingår i släktet Rhodinia och familjen påfågelsspinnare. Inga underarter finns listade.